# Vlag van Tenerife

Vlag van Tenerife

De vlag van Tenerife bestaat uit een wit andreaskruis op een marineblauw veld. De vlag werd in 1845 eerst aangenomen als maritieme vlag van de maritieme provincie van de Canarische Eilanden. Sinds 9 mei 1989 is het de vlag van het eiland Tenerife.
Er is geen officiële betekenis die de kleuren van de vlag rechtvaardigt, maar de kleuren blauw en wit worden al eeuwenlang geïdentificeerd met het eiland Tenerife. Traditioneel wordt marineblauw geïdentificeerd met de zee en wit met de besneeuwde toppen van de berg El Teide in de winter.
De vlag lijkt sterk op de Schotse vlag, met als verschil dat hij donkerder blauw is. Er zijn twee populaire tradities op het eiland Tenerife die de gelijkenis proberen te verklaren. De ene is dat de vlag werd aangenomen als teken van respect voor de dapperheid van de Schotse zeelieden in de Slag bij Santa Cruz de Tenerife. Een alternatieve theorie is dat de meest invloedrijke meesters van het eiland Tenerife een ontwerp kozen dat leek op de Schotse vlag van de Aloude en Aangenomen Schotse Ritus en een soortgelijke vlag voorstelden voor de maritieme provincie van de Canarische Eilanden, die later de vlag van Tenerife werd.